# Artur Davis

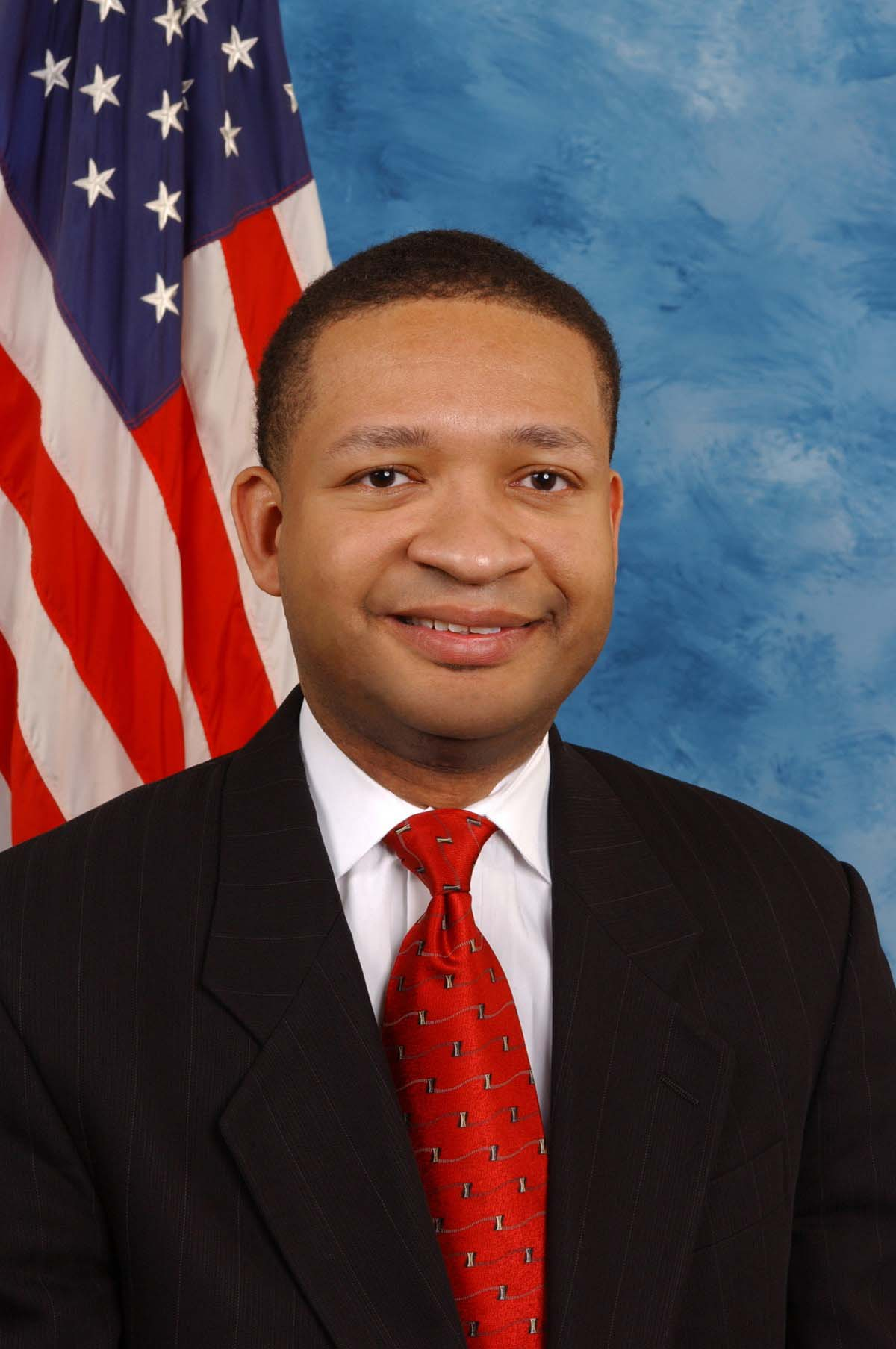
Artur Davis

Artur Davis (* 9. Oktober 1967 in Montgomery, Alabama) ist ein amerikanischer Politiker. Als Mitglied des US-Repräsentantenhauses vertrat er von 2003 bis 2011 den 7. Kongresswahlbezirk des Bundesstaates Alabama für die Demokratische Partei und zog sich nach seiner gescheiterten Bewerbung in der demokratischen Vorwahl für das Amt des Gouverneurs von Alabama aus der Politik zurück. Er gilt als eines der größten Talente unter den afroamerikanischen Politikern seiner Generation. 2012 wechselte er zu den Republikanern und bewarb sich 2015 ohne Erfolg um das Bürgermeisteramt von Montgomery.

## Familie, Ausbildung und Beruf
Davis ist der Sohn einer Französischlehrerin und wuchs bei ihr und seiner Großmutter ohne seinen von der Mutter geschiedenen Vater auf. 1986 schloss er seine Schulbildung an der Jefferson Davis-High School in Birmingham ab. Er ging von dort an die Harvard University, an der er seine Ausbildung bis zu seinem Abschluss in Jura fortsetzte; an der Harvard Law School lernte er Barack Obama kennen.
Anschließend wurde er Praktikant beim US-Senator Howell Heflin, Gehilfe („clerk“) des United-States-District-Court-Richters Myron Thompson und arbeitete für das Southern Poverty Law Center, bevor er vier Jahre lang Assistant United States Attorney war.
Seit 2008 ist Davis verheiratet.

## Politische Karriere

### Kongressabgeordneter (2002–2011)
Nachdem er einige Jahre als Rechtsanwalt praktiziert hatte, begann Davis eine politische Karriere. Nach zwei vergeblichen Anläufen gelang es Davis 2002 die Wahl in den US-Kongress im 7. Wahlbezirk von Alabama für sich zu entscheiden, indem er den alteingesessenen Amtsinhaber Earl F. Hilliard, der 1992 zum ersten afroamerikanischen Abgeordneten Alabamas im US-Kongress seit der Reconstruction-Ära geworden war, in der demokratischen Vorwahl besiegte. Im Kongress bezog Davis viele sozial- und fiskalpolitisch konservative Positionen; so unterstützte er eine Verfassungsänderung für ein Verbot der gleichgeschlechtlichen Ehe, stimmte für den Partial-Birth Abortion Ban Act, die Verlängerung des USA Patriot Act und für Ölbohrungen im Arctic National Wildlife Refuge.
Davis sprach sich als erster Abgeordneter außerhalb von Illinois für den US-Präsidentschaftskandidaten Barack Obama aus, wurde zu einem wichtigen Medienstellvertreter („surrogate“) und stieg mit dessen Wahl zu nationaler Bekanntschaft auf. 2009 und 2010 setzte er sich als Mitglied der zentristischen New Democrat Coalition aber von den innenpolitischen Prestigeprojekten Obamas wie der Gesundheitsreform ab; er stimmte als einziges Mitglied des Congressional Black Caucus gegen den Patient Protection and Affordable Care Act.

### Kandidatur als Gouverneur von Alabama (2010)
2010 trat Davis bei der Vorwahl der demokratischen Partei für das Amt des Gouverneurs von Alabama an und stellte sich deshalb nicht wieder für sein Mandat im Kongress zur Wahl. Er scheiterte bei der Vorwahl und verlor dabei als erster schwarzer Politiker Alabamas die Unterstützung der Afroamerikaner, was manche Beobachter darauf zurückführten, dass sich Davis – etwa bei der Gesundheitsreform – von deren Interessen abgewandt habe. Daraufhin zog sich Davis aus der Politik zurück; seinen Sitz im US-Repräsentantenhaus übernahm am 3. Januar 2011 Terri Sewell. Anschließend verließ Davis Alabama und lehrte für einige Monate am Institute of Politics der Harvard University.

### Wechsel zu den Republikanern (2012)
Davis kam 2012 wieder in die Schlagzeilen, als er der Republikanischen Partei beitrat und bei der Republican National Convention zugunsten des Präsidentschaftskandidaten Mitt Romney sprach. Davis erklärte, Obama habe schön gesprochen, aber nichts erreicht; der Congressional Black Caucus kritisierte unter Führung des früheren Bürgerrechtlers John Lewis Davis’ „offensichtlichen Opportunismus“. Seit 2012 schreibt Davis für die konservative Zeitschrift National Journal. 2013 sprach er bei der Conservative Political Action Conference und bekundete Interesse, bei der Kongresswahl 2014 in seinem neuen Heimatbundestaat Virginia für den Sitz des nicht wieder antretenden republikanischen Abgeordneten Frank Wolf anzutreten.

### Kandidatur als Bürgermeister von Montgomery (2015)
Nachdem Davis bereits im Juni 2014 Interesse signalisiert hatte, gab er im Januar 2015 bekannt, sich als Bürgermeister seiner Geburtsstadt Montgomery, der Hauptstadt Alabamas, bei der Wahl am 25. August 2015 zu bewerben. Er kündigte als Schwerpunkte die Einstellung von Polizisten zur Kriminalitätsbekämpfung, eine intensive Schulaufsicht zur Verbesserung der Bildungssituation und die Ansiedlung innovativer Hochtechnologie-Unternehmen zur Stärkung der Wirtschaftskraft an. Davis war zuvor aus dem Norden Virginias zurück nach Montgomery gezogen. Bei der Wahl, bei der nur formell Unabhängige antreten können, trat er als solcher gegen den eigentlich republikanischen Amtsinhaber Todd Strange an. Roll Call kommentierte, Davis müsse, um eine Chance zu haben, „verbrannte Brücken“ zu den Demokraten, insbesondere zu vielen der dortigen Afroamerikaner wie seiner Kongressnachfolgerin Terri Sewell, von denen er sich entfremdet habe, reparieren. Davis verlor die Wahl überraschend deutlich gegen den Amtsinhaber mit 27 zu 57 Prozent der abgegebenen Stimmen (bei drei weiteren Bewerbern), kündigte aber an, bei der nächsten Wahl vier Jahre später wieder für den Posten kandidieren zu wollen.
Kurz darauf erklärte Davis seine Rückkehr zu den Demokraten. 2016 wurde er geschäftsführender Direktor der Legal Services Alabama, eine aus Bundesmitteln finanzierte Agentur, die Menschen mit geringen Einkommen in Alabama in Rechtsstreitigkeiten unterstützt.